# Stenopogon elongatissimus
Stenopogon elongatissimus là một loài ruồi trong họ Asilidae. Stenopogon elongatissimus được Efflatoun miêu tả năm 1937. Loài này phân bố ở vùng Cổ Bắc giới.